# Mušaluk
Mušaluk je naselje u sastavu grada Gospića, u Ličko-senjskoj županiji. 

## Stanovništvo
- 1971. – 616 (Hrvati – 606, Srbi – 2, ostali – 8)
- 1981. – 482 (Hrvati – 470, Jugoslaveni – 10, ostali – 2)
- 1991. – 501 (Hrvati – 497, ostali – 4)
- 2001. – 264
- 2011. – 228[4]

| broj stanovnika | 947   | 844   | 739   | 760   | 877   | 807   | 805   | 739   | 653   | 642   | 653   | 616   | 482   | 501   | 264   | 228   | 174   |
|                 | 1857. | 1869. | 1880. | 1890. | 1900. | 1910. | 1921. | 1931. | 1948. | 1953. | 1961. | 1971. | 1981. | 1991. | 2001. | 2011. | 2021. |

## Poznate osobe
- Fran Binički, hrvatski svećenik, pisac, filozof, novinar i esejist.
- Marko Došen, hrvatski političar